# Caproni Vizzola Calif
Dimensions
Le Caproni Vizzola Calif est un planeur conçu par Carlo Ferrarin et Livio Sonzio et fabriqué par la société italienne Caproni. Du début de sa production en 1972 jusqu'à celle du Jonker JS-1 Revelation TJ sa version A-21 SJ est le seul motoplaneur équipé d'un turboréacteur fabriqué en série.

## Contexte
Caproni Vizzola Construzioni Aeronautiche est l'un des plus anciens constructeurs aéronautiques italiens, fondé en 1910 par Giovanni Battista Caproni à Vizzola Ticino (à 50 km au nord-ouest de Milan). Avionneur jusqu'à la fin de la seconde guerre mondiale, l'entreprise devient équipementier après-guerre, en se spécialisant dans la fabrication et la maintenance d'éléments de structure d'aéronefs. À la fin des années 1960 Caproni commence le développement d'une série de planeurs sous le nom de Calif (nom construit à partir des prénoms de leurs deux concepteurs : Carlo Ferrarin et Livio Sponzio). Alors que les premiers modèles, tels que l'A-10, l'A-12, l'A-14 ou l'A-15 ne sont produits qu'unitairement, le prototype de l'A21 effectue son premier vol le 23 novembre 1970. Le succès sera cette fois au rendez-vous avec une production totale d'environ 150 exemplaires.

## Conception et caractéristiques
l'A-21 est un planeur biplace conçu à partir de l'A-14, planeur monoplace construit à un seul exemplaire. 
Il est pourvu de deux ailes cantilever médianes à double dièdre : la section principale est droite, de dièdre nul et construite en métal (aluminium) tandis que l'extrémité de l'aile est trapézoïdale, à dièdre légèrement positif et fabriquée en fibre de verre.
La partie avant du fuselage (contenant le cockpit, biplace en configuration côte-à-côte) est composée de fibre de verre et de plastique tandis que la partie arrière (la poutre) est en revêtement travaillant métallique. Il est muni d'un empennage en T lui aussi métallique, ainsi que d'un train d'atterrissage monotrace et rétractable,.
D'une envergure de 22,87 m pour une longueur de 7,7 m, une hauteur de 1,92 m et une surface alaire de 16,91 m2, l'A-21 pèse 484 kg à vide. En 1972 Caproni produit l'A21J, version à réaction du planeur. Mais c'est la version A-21S du planeur, dérivée de l'A-21, puis l'A-21JS (A-21J sur une base d'A21S) qui assure le succès commercial du modèle.

## Variantes

### A-21J
Première version motorisée du planeur, elle l'est avec un turboréacteur Sermel TRS 18 de Turboméca. L'intégration du moteur et de ses équipements (réservoirs de kérosène et d'huile, ainsi qu'un cylindre d’air comprimé pour permettre un démarrage autonome du réacteur) a entrainé des modifications de ces caractéristiques : un peu plus long (7,84 m) mais avec une envergure plus faible (20,36 m, son poids est abaissé à 434 kg. Les réservoirs de carburant et d’huile, d’un volume total de 160 litres, sont installés dans les panneaux des ailes et dans le fuselage.
Quant-au moteur, il est positionné derrière le poste de pilotage, en position basse, et les gaz d'échappement sont évacués sous le fuselage.

### A-21S
l'A-21S est la version la plus produite du modèle. Avec une voilure améliorée, il est plus long mais avec une envergure plus faible que le modèle initial : 7,84 m pour 20,38 m et un poids inférieur de 10% avec 436 kg.

### A-21SJ
Évolution de l'A21J, la principale différence se situe dans la position du moteur, et conséquence directe, l'évacuation des gaz d'échappement. Le moteur est toujours derrière les pilotes, mais en position plus haute. Les gaz d'échappement ne sont plus évacués par le dessous mais par les côtés via une tuyère en V.